# Maine de Biran
Marie-François-Pierre Gonthier de Biran conegut com a Maine de Biran (Brageirac, 1766 — París, 1824) fou un filòsof i polític occità. Va ser membre del cos legislatiu (1811) i de la càmbra de diputats durant la Restauració francesa així com conseller d'estat (1816) i diputat (1818). La seva oposició a Napoleó Bonaparte va marcar gran part de la seva carrera política.
Com a filòsof destacà per la seva instrospecció i la seva valoració de l'esforç. Inicià un corrent espiritualista que marca la filosofia francesa de principis del segle xix, allunyada de l'empirisme i del sensualisme.

## Obres
- Nouveaux essais d'anthropologie (1823-24)
- Journal intime (1927) (publicació pòstuma)